# コソボの国旗
コソボの国旗は、コソボが2008年2月17日に独立を宣言したのと同日に制定された。
青地に金色でコソボの地形が描かれ、上部に配置された6つの白い星はコソボに居住する6民族（アルバニア人、セルビア人、トルコ人、ロマ（アッシュカリィおよびエジプト人を含む）、ゴーラ人、ボシュニャク人）の調和と団結を表している。
なお、コソボに居住する民族はアルバニア人が圧倒的多数を占めるため、一般国民の間ではアルバニアの国旗が事実上、国旗に準ずる民間旗として掲揚されることが多い。
コソボの国旗は、世界33カ国で認められていない。

?共産ユーゴスラビア時代のアルバニア人の旗
?共産ユーゴスラビア時代コソボ自治州の政府用旗、セルビア社会主義共和国国旗でもある
?アルバニアの国旗（1946年 - 1992年）
アルバニアの国旗（1992年以降）
ダルダニアの旗
?縦横比2:3の別タイプ

## 2008年に提案された国旗